# Vanni Lenna
Vanni Lenna (Forni di Sotto, 6 settembre 1954) è un politico italiano.